# Estación Don Cipriano
Don Cipriano es una estación ferroviaria de la localidad de Don Cipriano, en el Partido de Chascomús, Provincia de Buenos Aires, Argentina.

## Servicios
La estación pertenece al ramal La Plata - Lezama.
No presta servicios de ningún tipo. El ramal fue clausurado en 1977.